# 低分子量GTPアーゼ
低分子量GTPアーゼ（ていぶんしりょうジーティーピーアーゼ）または低分子GTP結合タンパク質は、一群のGTP結合タンパク質で、低分子量（20-25 kDa）のものをいう。グアノシン三リン酸（GTP）を結合し、加水分解してGDP（グアノシン二リン酸）とし、さらにそのGDPをGTPに交換することで、細胞内シグナル伝達のスイッチ機能を果たす。代表的なものとしてがん遺伝子ras（ラス）の産物があり、いずれもこれとの配列類似性が高いので、Rasスーパーファミリーとも呼ぶ。

## シグナル伝達
低分子Gタンパク質と呼ぶこともあるが、狭義のGタンパク質（3量体型Gタンパク質）とは構造および機能に関して部分的に類似するものの、異なる点も多い。GDP/GTP交換タンパク質（GEF）およびGTPアーゼ活性化タンパク質（GAP）の調節を受けながら、GTPとGDPを結合した状態がそれぞれオン/オフに相当する分子スイッチとして機能している。低分子GTPアーゼは細胞内の様々な機能、すなわち細胞の増殖・分化・運動、脂質小胞の輸送などの調節に関与する。

## Rasスーパーファミリー
Rasスーパーファミリーは100種類以上が知られている。系統樹から５つのサブファミリー、Ras、Rho、Rab、Arf、Ranに分けられる。それぞれに特徴的な機能を果たすことが知られている。
- Rasファミリー：チロシンキナーゼ型受容体からのシグナル伝達経路にあり、細胞増殖調節に関与する。Ras, Rapについて特に詳しく解析されているが、最近はRhebの研究も盛んである。
- Rhoファミリー：細胞骨格の制御に関与する。RhoA、Rac1、Cdc42が特に詳しく解析されている。
- Rabファミリー：小胞輸送に関与する。
- Arfファミリー：小胞輸送に関与する。
  - （以上のものは脂質修飾[プレニル化]を受けて膜に局在する）
- Ranファミリー：核と細胞質の間の輸送に関与する。